# Willem van Oranje-Nassau (1840-1879)
Willem Nicolaas Alexander Frederik Karel Hendrik (Den Haag, 4 september 1840 – Parijs, 11 juni 1879), Prins van Oranje, Prins der Nederlanden, Prins van Oranje-Nassau, was vanaf 17 maart 1849 kroonprins van het Koninkrijk der Nederlanden en troonopvolger van het groothertogdom Luxemburg.
Prins Willem was het oudste kind uit het huwelijk van koning Willem III met koningin Sophie. Zijn roepnaam was Wiwill. 

## Biografie
Willem had twee jongere broers, Maurits en Alexander. In 1850 stierf Maurits op zesjarige leeftijd. De opvoeding van prins Willem was in victoriaanse stijl. Zijn intellectuele opvoeding kreeg hij deels van zijn gouverneur, jonkheer Eduard de Casembroot, die hem ook begeleidde tijdens de jaren 1851-1854 op Instituut Noorthey en van L.A. te Winkel, die in die tijd aan het Stedelijk Gymnasium Leiden verbonden was. Willem werd een scherp verstand toegedicht.
Vanaf 1854 bezocht hij de Rijksuniversiteit Leiden voor een studie die bijna twee jaar zou duren. Op 25 december 1855 ondertekenden zijn ouders een informele overeenkomst voor een scheiding van tafel en bed. Daarin werd afgesproken dat Willem onder het gezag van zijn vader werd geplaatst, met de verplichting dat hij regelmatig zijn moeder moest bezoeken. In juni 1858 werd hem in Leiden een eredoctoraat verleend.
Hierna vertrok hij naar Parijs. Zijn moeder schreef daarover op 30 december 1859: "Mijn oudste zoon is in Parijs. (...) Hij denkt meer aan pret maken dan aan werkelijke vreugde. Het schijnt dat jongelui van tegenwoordig om niets anders meer geven dan genot."
Op 19 februari 1863 werd hij benoemd tot generaal der infanterie en luitenant-admiraal. Ondanks deze functies keek hij vaak werkloos toe en vertrok weer naar Parijs.
Willem werd erevoorzitter van de in 1867 opgerichte Weerbaarheidsbond, een verzameling van vijfduizend krijgshaftige vrijwilligers die een autocratischer landelijk bestuur voorstond onder leiding van de koning.
Zomer 1870 werd Willem benoemd tot opperbevelhebber van het leger te velde. In die hoedanigheid stelde hij naar aanleiding van de Frans-Duitse Oorlog en in overleg met minister van Oorlog Van Mulken een plan op ter algemene mobilisatie van de Nederlandse strijdkrachten. Aangezien de vrees bestond dat heel Europa betrokken zou worden in de oorlogshandelingen en er ook het vermoeden bestond dat Pruisen Nederland zou aanvallen om vanuit het noorden een tweede front tegen Frankrijk te vormen, werd in augustus op initiatief van de prins een vergadering van de militaire staf belegd om deze problematiek te bespreken. Op 22 september dat jaar werd hem op zijn eigen verzoek eervol ontslag verleend als opperbevelhebber. Een reden voor zijn ontslagaanvraag was onder meer dat zijn vader hem niet in alle besluiten betrok.
Alice, de tweede dochter van de Engelse koningin Victoria, was even in beeld om met hem te trouwen, maar zijn slechte reputatie was prins Willem reeds vooruitgesneld en de Britse vorstin zag er niets in. Ook de Russische grootvorstin Maria Aleksandrovna, een dochter van tsaar Alexander II, leek geschikt, maar het kwam met haar evenmin tot een huwelijk. "De boerin wil mij niet", zou de prins bij zijn terugkeer uit Sint-Petersburg hebben gezegd. Maar zelf had hij evenmin interesse.
Prins Willem en zijn vader koning Willem III hadden een verre van goede relatie, culminerend in Willems zelfgekozen ballingschap, nadat de koning en de koningin zijn huwelijksplannen met de Nederlandse Mathilde gravin van Limburg Stirum hadden afgekeurd. Vanuit het toenmalige standsbesef was een dergelijk huwelijk ongeschikt. De ministerraad was in eerste instantie ook tegen, maar legde zich er uiteindelijk bij neer, omdat gevreesd werd dat hij anders helemaal niet zou trouwen en er dan voor hem geen troonopvolger zou zijn. Van zijn enige overgebleven broer Alexander viel evenmin een huwelijk te verwachten. Willem III zag liever dat zijn oudste zoon zou trouwen met een buitenlandse prinses, maar gaf aan dat hij misschien toch akkoord zou gaan met een huwelijk met een buitenlandse gravin of hertogin. Hij wilde daarmee voorkomen dat de troon over zou gaan op de kinderen van zijn zuster Sophie. Een huwelijk met een Nederlandse freule bleef voor hem evenwel uitgesloten.

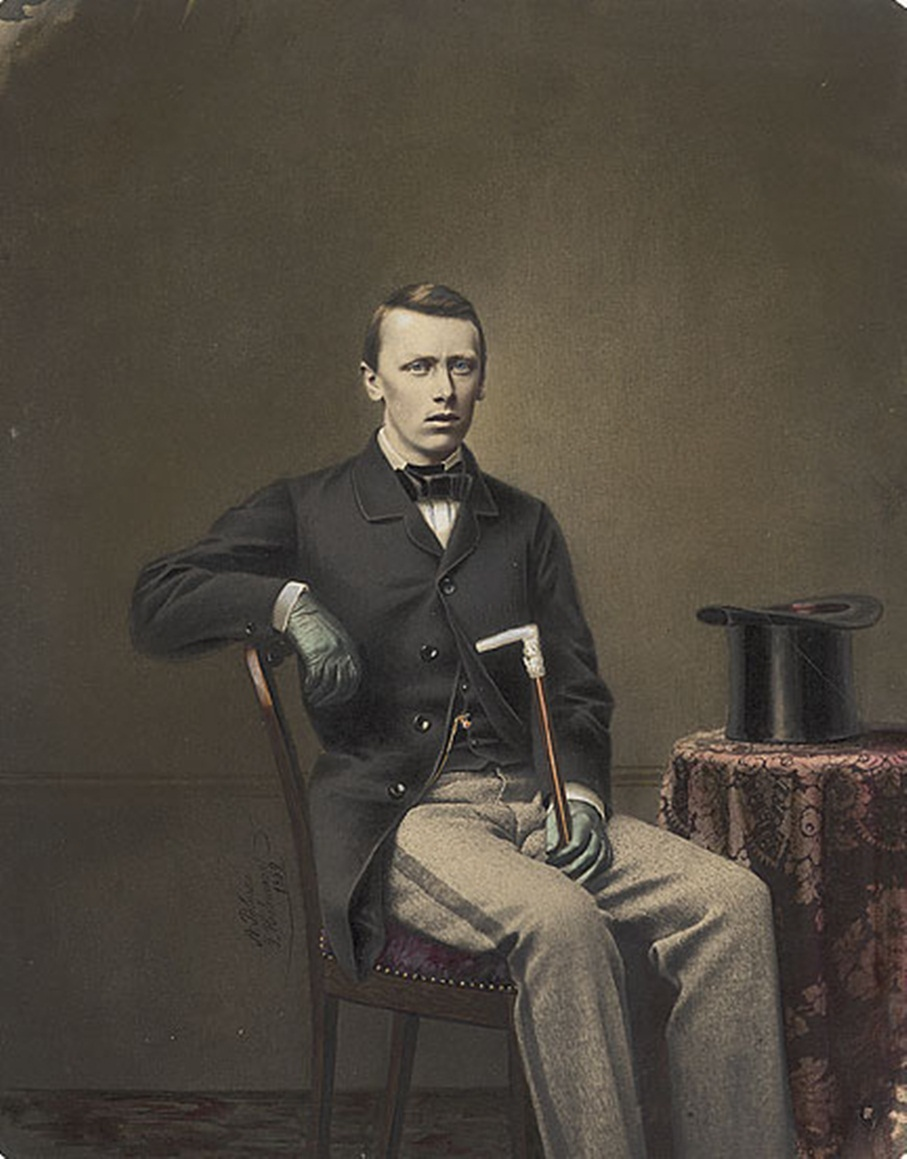
Een jonge prins Willem

Willem vertrok daarop voorgoed naar Parijs. De Parijse boulevardpers wijdde met enige regelmaat scandaleuze verhalen aan zijn liederlijke handel en wandel. Zijn aldaar verkregen bijnaam prince Citron zou hij volgens de biograaf en historicus Dik van der Meulen wellicht te danken hebben aan zijn humeurigheid, met een verwijzing naar zijn prinsdom Orange, dat voor 'sinaasappel' staat. Aangezien hij zich inliet met de familie van de ex-keizer Napoleon III werd hij geschaduwd door Franse overheidsagenten. Uiteindelijk kwam prins Willem financieel in de problemen. Hij had miljoenen francs geleend, die hij deels uitgaf aan oplichters maar ook aan prostituées. Toen hij een keer met een vrouw aan zijn hand een nachtcafé bezocht, zou hij hebben gezegd:
"Heren, ik wil u voorstellen aan Madame Citron."

"Ah, meneer", antwoordde een vriend. "Het is de vierde deze week, dus is het hooguit kwart Orange."
Op 22 januari 1877 kreeg hij op zijn verzoek eervol ontslag als inspecteur der cavalerie. Zijn vader en de ministerraad wilden hem liever niet ontslaan, maar aangezien de prins weigerde aan zijn functie invulling te geven, zat er niets anders op dan aan zijn verzoek gevolg te geven. Zijn andere functies in de krijgsmacht had hij al eerder ingeleverd.
Op 25 mei 1879 werd Willem "serieus ongesteld". Een longontsteking was daar de oorzaak van. Hij werd behandeld met kinine, maar op 11 juni stierf hij, slechts 38 jaar oud. Toch had hij ook in Parijs nooit geheel zijn statuur verloren; bij zijn baar lag een krans van ex-keizerin Eugénie van Frankrijk en een van de Engelse kroonprins Edward. Hij werd bijgezet in de grafkelder van Oranje-Nassau in de Nieuwe Kerk te Delft op 26 juni 1879. Zijn broer Alexander volgde hem op als Prins van Oranje, maar werd door zijn overlijden in 1884 ook al overleefd door zijn vader. Derhalve werd Willem III na zijn dood in 1890 opgevolgd door zijn in 1880 geboren dochter Wilhelmina als Koningin der Nederlanden. 
Koning Willem III verwierp de nalatenschap van zijn overleden zoon, die dus toekwam aan Willems broer. Als volwassen man had Willem het Paleis aan de Kneuterdijk bewoond. Vrij snel na zijn dood verkocht Willem III het paleis met inboedel aan de gemeente Den Haag, hetgeen zijn jongste zoon Alexander erg griefde. Alexander kocht het paleis uit eigen middelen terug, maar ging er niet wonen.

## Historische romans
Simone Schell schreef in 1994 Wiwill. Kroonprins van Oranje. Kind tussen twee vuren en Lucas Zandberg De vergeten prins in 2015. Beide zijn historische romans, geïnspireerd op het leven van Willem van Oranje (1840-1879).

## Voorouders
| Koning Frederik I van Württemberg (1754-1816) | Koning Frederik I van Württemberg (1754-1816) | Koning Frederik I van Württemberg (1754-1816) | Koning Frederik I van Württemberg (1754-1816) | Koning Frederik I van Württemberg (1754-1816) | Koning Frederik I van Württemberg (1754-1816) |                                             |                                             | Hertogin Augusta Caroline van Brunswijk (1764-1788) | Hertogin Augusta Caroline van Brunswijk (1764-1788) | Hertogin Augusta Caroline van Brunswijk (1764-1788) | Hertogin Augusta Caroline van Brunswijk (1764-1788) | Hertogin Augusta Caroline van Brunswijk (1764-1788)     | Hertogin Augusta Caroline van Brunswijk (1764-1788)     |                                                         |                                                         | Tsaar Paul I van Rusland (1754-1801)                    | Tsaar Paul I van Rusland (1754-1801)                    | Tsaar Paul I van Rusland (1754-1801) | Tsaar Paul I van Rusland (1754-1801) | Tsaar Paul I van Rusland (1754-1801) | Tsaar Paul I van Rusland (1754-1801) |  |  | Prinses Sophia Dorothea van Württemberg (1759-1828) | Prinses Sophia Dorothea van Württemberg (1759-1828) | Prinses Sophia Dorothea van Württemberg (1759-1828) | Prinses Sophia Dorothea van Württemberg (1759-1828) | Prinses Sophia Dorothea van Württemberg (1759-1828) | Prinses Sophia Dorothea van Württemberg (1759-1828) |                                                    |                                                    | Koning Willem I der Nederlanden (1772-1843)        | Koning Willem I der Nederlanden (1772-1843)        | Koning Willem I der Nederlanden (1772-1843)   | Koning Willem I der Nederlanden (1772-1843)   | Koning Willem I der Nederlanden (1772-1843)   | Koning Willem I der Nederlanden (1772-1843)   |                                              |                                              | Prinses Wilhelmina van Pruisen (1774-1837)   | Prinses Wilhelmina van Pruisen (1774-1837)   | Prinses Wilhelmina van Pruisen (1774-1837) | Prinses Wilhelmina van Pruisen (1774-1837) | Prinses Wilhelmina van Pruisen (1774-1837) | Prinses Wilhelmina van Pruisen (1774-1837) |  |  | George II van Waldeck-Pyrmont (1789-1845) | George II van Waldeck-Pyrmont (1789-1845) | George II van Waldeck-Pyrmont (1789-1845) | George II van Waldeck-Pyrmont (1789-1845) | George II van Waldeck-Pyrmont (1789-1845)     | George II van Waldeck-Pyrmont (1789-1845)     |                                               |                                               | Emma van Anhalt-Bernburg-Schaumburg-Hoym (1802-1858) | Emma van Anhalt-Bernburg-Schaumburg-Hoym (1802-1858) | Emma van Anhalt-Bernburg-Schaumburg-Hoym (1802-1858) | Emma van Anhalt-Bernburg-Schaumburg-Hoym (1802-1858) | Emma van Anhalt-Bernburg-Schaumburg-Hoym (1802-1858) | Emma van Anhalt-Bernburg-Schaumburg-Hoym (1802-1858) |  |  | Willem van Nassau (1792-1839) | Willem van Nassau (1792-1839) | Willem van Nassau (1792-1839) | Willem van Nassau (1792-1839) | Willem van Nassau (1792-1839) | Willem van Nassau (1792-1839) |                               |                               | Pauline van Württemberg (1810-1856) | Pauline van Württemberg (1810-1856) | Pauline van Württemberg (1810-1856) | Pauline van Württemberg (1810-1856) | Pauline van Württemberg (1810-1856) | Pauline van Württemberg (1810-1856) |
| Koning Frederik I van Württemberg (1754-1816) | Koning Frederik I van Württemberg (1754-1816) | Koning Frederik I van Württemberg (1754-1816) | Koning Frederik I van Württemberg (1754-1816) | Koning Frederik I van Württemberg (1754-1816) | Koning Frederik I van Württemberg (1754-1816) |                                             |                                             | Hertogin Augusta Caroline van Brunswijk (1764-1788) | Hertogin Augusta Caroline van Brunswijk (1764-1788) | Hertogin Augusta Caroline van Brunswijk (1764-1788) | Hertogin Augusta Caroline van Brunswijk (1764-1788) | Hertogin Augusta Caroline van Brunswijk (1764-1788)     | Hertogin Augusta Caroline van Brunswijk (1764-1788)     |                                                         |                                                         | Tsaar Paul I van Rusland (1754-1801)                    | Tsaar Paul I van Rusland (1754-1801)                    | Tsaar Paul I van Rusland (1754-1801) | Tsaar Paul I van Rusland (1754-1801) | Tsaar Paul I van Rusland (1754-1801) | Tsaar Paul I van Rusland (1754-1801) |  |  | Prinses Sophia Dorothea van Württemberg (1759-1828) | Prinses Sophia Dorothea van Württemberg (1759-1828) | Prinses Sophia Dorothea van Württemberg (1759-1828) | Prinses Sophia Dorothea van Württemberg (1759-1828) | Prinses Sophia Dorothea van Württemberg (1759-1828) | Prinses Sophia Dorothea van Württemberg (1759-1828) |                                                    |                                                    | Koning Willem I der Nederlanden (1772-1843)        | Koning Willem I der Nederlanden (1772-1843)        | Koning Willem I der Nederlanden (1772-1843)   | Koning Willem I der Nederlanden (1772-1843)   | Koning Willem I der Nederlanden (1772-1843)   | Koning Willem I der Nederlanden (1772-1843)   |                                              |                                              | Prinses Wilhelmina van Pruisen (1774-1837)   | Prinses Wilhelmina van Pruisen (1774-1837)   | Prinses Wilhelmina van Pruisen (1774-1837) | Prinses Wilhelmina van Pruisen (1774-1837) | Prinses Wilhelmina van Pruisen (1774-1837) | Prinses Wilhelmina van Pruisen (1774-1837) |  |  | George II van Waldeck-Pyrmont (1789-1845) | George II van Waldeck-Pyrmont (1789-1845) | George II van Waldeck-Pyrmont (1789-1845) | George II van Waldeck-Pyrmont (1789-1845) | George II van Waldeck-Pyrmont (1789-1845)     | George II van Waldeck-Pyrmont (1789-1845)     |                                               |                                               | Emma van Anhalt-Bernburg-Schaumburg-Hoym (1802-1858) | Emma van Anhalt-Bernburg-Schaumburg-Hoym (1802-1858) | Emma van Anhalt-Bernburg-Schaumburg-Hoym (1802-1858) | Emma van Anhalt-Bernburg-Schaumburg-Hoym (1802-1858) | Emma van Anhalt-Bernburg-Schaumburg-Hoym (1802-1858) | Emma van Anhalt-Bernburg-Schaumburg-Hoym (1802-1858) |  |  | Willem van Nassau (1792-1839) | Willem van Nassau (1792-1839) | Willem van Nassau (1792-1839) | Willem van Nassau (1792-1839) | Willem van Nassau (1792-1839) | Willem van Nassau (1792-1839) |                               |                               | Pauline van Württemberg (1810-1856) | Pauline van Württemberg (1810-1856) | Pauline van Württemberg (1810-1856) | Pauline van Württemberg (1810-1856) | Pauline van Württemberg (1810-1856) | Pauline van Württemberg (1810-1856) |
|                                               |                                               |                                               |                                               |                                               |                                               |                                             |                                             |                                                     |                                                     |                                                     |                                                     |                                                         |                                                         |                                                         |                                                         |                                                         |                                                         |                                      |                                      |                                      |                                      |  |  |                                                     |                                                     |                                                     |                                                     |                                                     |                                                     |                                                    |                                                    |                                                    |                                                    |                                               |                                               |                                               |                                               |                                              |                                              |                                              |                                              |                                            |                                            |                                            |                                            |  |  |                                           |                                           |                                           |                                           |                                               |                                               |                                               |                                               |                                                      |                                                      |                                                      |                                                      |                                                      |                                                      |  |  |                               |                               |                               |                               |                               |                               |                               |                               |                                     |                                     |                                     |                                     |                                     |                                     |
|                                               |                                               |                                               |                                               |                                               |                                               |                                             |                                             |                                                     |                                                     |                                                     |                                                     |                                                         |                                                         |                                                         |                                                         |                                                         |                                                         |                                      |                                      |                                      |                                      |  |  |                                                     |                                                     |                                                     |                                                     |                                                     |                                                     |                                                    |                                                    |                                                    |                                                    |                                               |                                               |                                               |                                               |                                              |                                              |                                              |                                              |                                            |                                            |                                            |                                            |  |  |                                           |                                           |                                           |                                           |                                               |                                               |                                               |                                               |                                                      |                                                      |                                                      |                                                      |                                                      |                                                      |  |  |                               |                               |                               |                               |                               |                               |                               |                               |                                     |                                     |                                     |                                     |                                     |                                     |
|                                               |                                               |                                               |                                               | Koning Willem I van Württemberg (1781-1864)   | Koning Willem I van Württemberg (1781-1864)   | Koning Willem I van Württemberg (1781-1864) | Koning Willem I van Württemberg (1781-1864) | Koning Willem I van Württemberg (1781-1864)         | Koning Willem I van Württemberg (1781-1864)         |                                                     |                                                     | Grootvorstin Catharina Paulowna van Rusland (1788-1819) | Grootvorstin Catharina Paulowna van Rusland (1788-1819) | Grootvorstin Catharina Paulowna van Rusland (1788-1819) | Grootvorstin Catharina Paulowna van Rusland (1788-1819) | Grootvorstin Catharina Paulowna van Rusland (1788-1819) | Grootvorstin Catharina Paulowna van Rusland (1788-1819) |                                      |                                      |                                      |                                      |  |  |                                                     |                                                     |                                                     |                                                     | Grootvorstin Anna Paulowna van Rusland (1795-1865)  | Grootvorstin Anna Paulowna van Rusland (1795-1865)  | Grootvorstin Anna Paulowna van Rusland (1795-1865) | Grootvorstin Anna Paulowna van Rusland (1795-1865) | Grootvorstin Anna Paulowna van Rusland (1795-1865) | Grootvorstin Anna Paulowna van Rusland (1795-1865) |                                               |                                               | Koning Willem II der Nederlanden (1792-1849)  | Koning Willem II der Nederlanden (1792-1849)  | Koning Willem II der Nederlanden (1792-1849) | Koning Willem II der Nederlanden (1792-1849) | Koning Willem II der Nederlanden (1792-1849) | Koning Willem II der Nederlanden (1792-1849) |                                            |                                            |                                            |                                            |  |  |                                           |                                           |                                           |                                           | George Victor van Waldeck-Pyrmont (1831-1893) | George Victor van Waldeck-Pyrmont (1831-1893) | George Victor van Waldeck-Pyrmont (1831-1893) | George Victor van Waldeck-Pyrmont (1831-1893) | George Victor van Waldeck-Pyrmont (1831-1893)        | George Victor van Waldeck-Pyrmont (1831-1893)        |                                                      |                                                      |                                                      |                                                      |  |  |                               |                               |                               |                               | Helena van Nassau (1831-1888) | Helena van Nassau (1831-1888) | Helena van Nassau (1831-1888) | Helena van Nassau (1831-1888) | Helena van Nassau (1831-1888)       | Helena van Nassau (1831-1888)       |                                     |                                     |                                     |                                     |
|                                               |                                               |                                               |                                               | Koning Willem I van Württemberg (1781-1864)   | Koning Willem I van Württemberg (1781-1864)   | Koning Willem I van Württemberg (1781-1864) | Koning Willem I van Württemberg (1781-1864) | Koning Willem I van Württemberg (1781-1864)         | Koning Willem I van Württemberg (1781-1864)         |                                                     |                                                     | Grootvorstin Catharina Paulowna van Rusland (1788-1819) | Grootvorstin Catharina Paulowna van Rusland (1788-1819) | Grootvorstin Catharina Paulowna van Rusland (1788-1819) | Grootvorstin Catharina Paulowna van Rusland (1788-1819) | Grootvorstin Catharina Paulowna van Rusland (1788-1819) | Grootvorstin Catharina Paulowna van Rusland (1788-1819) |                                      |                                      |                                      |                                      |  |  |                                                     |                                                     |                                                     |                                                     | Grootvorstin Anna Paulowna van Rusland (1795-1865)  | Grootvorstin Anna Paulowna van Rusland (1795-1865)  | Grootvorstin Anna Paulowna van Rusland (1795-1865) | Grootvorstin Anna Paulowna van Rusland (1795-1865) | Grootvorstin Anna Paulowna van Rusland (1795-1865) | Grootvorstin Anna Paulowna van Rusland (1795-1865) |                                               |                                               | Koning Willem II der Nederlanden (1792-1849)  | Koning Willem II der Nederlanden (1792-1849)  | Koning Willem II der Nederlanden (1792-1849) | Koning Willem II der Nederlanden (1792-1849) | Koning Willem II der Nederlanden (1792-1849) | Koning Willem II der Nederlanden (1792-1849) |                                            |                                            |                                            |                                            |  |  |                                           |                                           |                                           |                                           | George Victor van Waldeck-Pyrmont (1831-1893) | George Victor van Waldeck-Pyrmont (1831-1893) | George Victor van Waldeck-Pyrmont (1831-1893) | George Victor van Waldeck-Pyrmont (1831-1893) | George Victor van Waldeck-Pyrmont (1831-1893)        | George Victor van Waldeck-Pyrmont (1831-1893)        |                                                      |                                                      |                                                      |                                                      |  |  |                               |                               |                               |                               | Helena van Nassau (1831-1888) | Helena van Nassau (1831-1888) | Helena van Nassau (1831-1888) | Helena van Nassau (1831-1888) | Helena van Nassau (1831-1888)       | Helena van Nassau (1831-1888)       |                                     |                                     |                                     |                                     |
|                                               |                                               |                                               |                                               |                                               |                                               |                                             |                                             |                                                     |                                                     |                                                     |                                                     |                                                         |                                                         |                                                         |                                                         |                                                         |                                                         |                                      |                                      |                                      |                                      |  |  |                                                     |                                                     |                                                     |                                                     |                                                     |                                                     |                                                    |                                                    |                                                    |                                                    |                                               |                                               |                                               |                                               |                                              |                                              |                                              |                                              |                                            |                                            |                                            |                                            |  |  |                                           |                                           |                                           |                                           |                                               |                                               |                                               |                                               |                                                      |                                                      |                                                      |                                                      |                                                      |                                                      |  |  |                               |                               |                               |                               |                               |                               |                               |                               |                                     |                                     |                                     |                                     |                                     |                                     |
|                                               |                                               |                                               |                                               |                                               |                                               |                                             |                                             | Prinses Sophie van Wurtemberg (1818-1877)           | Prinses Sophie van Wurtemberg (1818-1877)           | Prinses Sophie van Wurtemberg (1818-1877)           | Prinses Sophie van Wurtemberg (1818-1877)           | Prinses Sophie van Wurtemberg (1818-1877)               | Prinses Sophie van Wurtemberg (1818-1877)               |                                                         |                                                         |                                                         |                                                         |                                      |                                      |                                      |                                      |  |  |                                                     |                                                     |                                                     |                                                     |                                                     |                                                     |                                                    |                                                    | Koning Willem III der Nederlanden (1817-1890)      | Koning Willem III der Nederlanden (1817-1890)      | Koning Willem III der Nederlanden (1817-1890) | Koning Willem III der Nederlanden (1817-1890) | Koning Willem III der Nederlanden (1817-1890) | Koning Willem III der Nederlanden (1817-1890) |                                              |                                              |                                              |                                              |                                            |                                            |                                            |                                            |  |  |                                           |                                           |                                           |                                           |                                               |                                               |                                               |                                               | Emma van Waldeck-Pyrmont (1858-1934)                 | Emma van Waldeck-Pyrmont (1858-1934)                 | Emma van Waldeck-Pyrmont (1858-1934)                 | Emma van Waldeck-Pyrmont (1858-1934)                 | Emma van Waldeck-Pyrmont (1858-1934)                 | Emma van Waldeck-Pyrmont (1858-1934)                 |  |  |                               |                               |                               |                               |                               |                               |                               |                               |                                     |                                     |                                     |                                     |                                     |                                     |
|                                               |                                               |                                               |                                               |                                               |                                               |                                             |                                             | Prinses Sophie van Wurtemberg (1818-1877)           | Prinses Sophie van Wurtemberg (1818-1877)           | Prinses Sophie van Wurtemberg (1818-1877)           | Prinses Sophie van Wurtemberg (1818-1877)           | Prinses Sophie van Wurtemberg (1818-1877)               | Prinses Sophie van Wurtemberg (1818-1877)               |                                                         |                                                         |                                                         |                                                         |                                      |                                      |                                      |                                      |  |  |                                                     |                                                     |                                                     |                                                     |                                                     |                                                     |                                                    |                                                    | Koning Willem III der Nederlanden (1817-1890)      | Koning Willem III der Nederlanden (1817-1890)      | Koning Willem III der Nederlanden (1817-1890) | Koning Willem III der Nederlanden (1817-1890) | Koning Willem III der Nederlanden (1817-1890) | Koning Willem III der Nederlanden (1817-1890) |                                              |                                              |                                              |                                              |                                            |                                            |                                            |                                            |  |  |                                           |                                           |                                           |                                           |                                               |                                               |                                               |                                               | Emma van Waldeck-Pyrmont (1858-1934)                 | Emma van Waldeck-Pyrmont (1858-1934)                 | Emma van Waldeck-Pyrmont (1858-1934)                 | Emma van Waldeck-Pyrmont (1858-1934)                 | Emma van Waldeck-Pyrmont (1858-1934)                 | Emma van Waldeck-Pyrmont (1858-1934)                 |  |  |                               |                               |                               |                               |                               |                               |                               |                               |                                     |                                     |                                     |                                     |                                     |                                     |
|                                               |                                               |                                               |                                               |                                               |                                               |                                             |                                             |                                                     |                                                     |                                                     |                                                     |                                                         |                                                         |                                                         |                                                         |                                                         |                                                         |                                      |                                      |                                      |                                      |  |  |                                                     |                                                     |                                                     |                                                     |                                                     |                                                     |                                                    |                                                    |                                                    |                                                    |                                               |                                               |                                               |                                               |                                              |                                              |                                              |                                              |                                            |                                            |                                            |                                            |  |  |                                           |                                           |                                           |                                           |                                               |                                               |                                               |                                               |                                                      |                                                      |                                                      |                                                      |                                                      |                                                      |  |  |                               |                               |                               |                               |                               |                               |                               |                               |                                     |                                     |                                     |                                     |                                     |                                     |
|                                               |                                               |                                               |                                               |                                               |                                               |                                             |                                             |                                                     |                                                     |                                                     |                                                     |                                                         |                                                         |                                                         |                                                         |                                                         |                                                         |                                      |                                      |                                      |                                      |  |  |                                                     |                                                     |                                                     |                                                     |                                                     |                                                     |                                                    |                                                    |                                                    |                                                    |                                               |                                               |                                               |                                               |                                              |                                              |                                              |                                              |                                            |                                            |                                            |                                            |  |  |                                           |                                           |                                           |                                           |                                               |                                               |                                               |                                               |                                                      |                                                      |                                                      |                                                      |                                                      |                                                      |  |  |                               |                               |                               |                               |                               |                               |                               |                               |                                     |                                     |                                     |                                     |                                     |                                     |
|                                               |                                               |                                               |                                               |                                               |                                               |                                             |                                             |                                                     |                                                     |                                                     |                                                     |                                                         |                                                         |                                                         |                                                         | Willem (1840-1879)                                      | Willem (1840-1879)                                      | Willem (1840-1879)                   | Willem (1840-1879)                   | Willem (1840-1879)                   | Willem (1840-1879)                   |  |  | Maurits (1843-1850)                                 | Maurits (1843-1850)                                 | Maurits (1843-1850)                                 | Maurits (1843-1850)                                 | Maurits (1843-1850)                                 | Maurits (1843-1850)                                 |                                                    |                                                    | Alexander (1851-1884)                              | Alexander (1851-1884)                              | Alexander (1851-1884)                         | Alexander (1851-1884)                         | Alexander (1851-1884)                         | Alexander (1851-1884)                         |                                              |                                              | Wilhelmina der Nederlanden (1880-1962)       | Wilhelmina der Nederlanden (1880-1962)       | Wilhelmina der Nederlanden (1880-1962)     | Wilhelmina der Nederlanden (1880-1962)     | Wilhelmina der Nederlanden (1880-1962)     | Wilhelmina der Nederlanden (1880-1962)     |  |  |                                           |                                           |                                           |                                           |                                               |                                               |                                               |                                               |                                                      |                                                      |                                                      |                                                      |                                                      |                                                      |  |  |                               |                               |                               |                               |                               |                               |                               |                               |                                     |                                     |                                     |                                     |                                     |                                     |